# Schiervelde
Schiervelde is een wijk in de Belgische stad Roeselare. Schiervelde was vroeger eigendom van het Klein Seminarie in Roeselare, dat dit verkocht aan Stad Roeselare. De woonwijk kwam in de jaren dertig van de twintigste eeuw tot stand en werd in de jaren zestig uitgebreid.
In de wijk staan een evenementencomplex (de expohallen), een sporthal en een voetbalstadion met dezelfde naam. Sinds 2018 is er ook een zwembad aanwezig op het sportcomplex.

## Voetbalstadion

### Geschiedenis
Het Schierveldestadion, bespeeld door KSV Roeselare, diende als vervanging van het oude stadion: 't Motje. Hier had KSK Roeselare van 1932 tot 1987 op gespeeld.
Op 5 september 1987 werd Schiervelde ingespeeld met de wedstrijd KSK Roeselare - Francs Borains in de derde klasse. Sindsdien was Schiervelde de thuishaven van KSK en, sinds de fusie met KFC in 1999, van KSV Roeselare. Na de promotie naar eerste klasse in 2005 werd het stadion aangepast aan de nodige vereisten. In september 2005 opende de nieuwe zittribune achter doel aan de kant van de spelerstunnel.De tribune kreeg onder de supporters de bijnaam Dennis Van Wijk-tribune. Ondertussen is dit voor de supporters de New Esvee Union tribune, de supportersgroep die na het verdwijnen van stamnummer 134 werd ontstaan. Als vak j vol staat, kan er op termijn een 2de spionkop achter het doel ontstaan. In navolging van de buren uit Kortrijk en Waregem.
In januari 2008 werd het businessgebouw geopend. De eerste verdieping vormt een kantine met perszaal en spelershome. Op de tweede verdieping bevindt zich de VIP-Club en op de derde verdieping de businnesslounge: Lounge 134. Er bevinden zich hier ook loungeseats
In 2016 werden de kleedkamers en het sanitaire blok vernieuwd. Tevens vond er een controle plaats door de bevoegde afdeling van de KBVB en de veiligheidsdiensten. Schiervelde werd conform bevonden aan de voorwaarden van eerste klasse A, de strengste voorwaarden voor een stadion in België. Rond deze periode werd ook de officiële capaciteit afgebouwd. Van 12.000 effectieve plaatsen naar 9.461, uit veiligheidsredenen teruggebracht naar 8.340 plaatsen.  Hiervan zijn er 5.133 zitplaatsen en 3.207 staanplaatsen.
De eerste ploeg van KSV Roeselare verdween in 2020, de (laatste) jeugdploegen in 2022. Vanaf het seizoen 2021-2022 spelen verschillende ploegen op Schiervelde, waaronder SK Roeselare en verschillende ploegen van Club Brugge. Van al deze ploegen speelt Club NXT, de belofteploeg van Club Brugge, op het (voor hen) hoogst haalbare niveau, de Eerste klasse B. 
Club Brugge hernoemde het stadion tot The Nest. De officiële naam van het stadion blijft echter Schiervelde, zoals ook vastgelegd werd tussen De Vaal, Club Brugge en het stadsbestuur van Roeselare bij de opstalovereenkomst van het stadion en het businessgebouw. Daarom werd de naam Schiervelde opnieuw aangebracht aan de hoofdtribune nadat het eerst verwijderd was. Dit is ook de naam die SK Roeselare gebruikt voor het stadion.

### Capaciteit
Onderstaande tabel geeft de capaciteit weer tot februari 2016.
| Locatie                       | Capaciteit                                   | Opmerking |
| ----------------------------- | -------------------------------------------- | --------- |
| Tribune 1 (Vak A, B, C, D)    | 1229 overdekte zitplaatsen + 123 loungeseats |           |
| Tribune 2 (Vak E, F, G, H, I) | 3639 overdekte zitplaatsen                   |           |
| Tribune 3 (Vak J)             | 1056 overdekte staanplaatsen                 | Spionkop  |
| Tribune 3 (Vak K)             | 183 overdekte zitplaatsen                    | Bezoekers |
| Tribune 4 (Vak L)             | 1317 onoverdekte staanplaatsen               | Bezoekers |
| Tribune 4 (Vak M)             | 1400 onoverdekte staanplaatsen               |           |
| Tussen T1-T2 en T2-T3         | 125 onoverdekte staanplaatsen                |           |

Onderstaande tabel geeft de capaciteit weer vanaf februari 2016.
| Locatie           | Capaciteit                                                     | Opmerking |
| ----------------- | -------------------------------------------------------------- | --------- |
| Tribune 1         | 122 loungeseats                                                |           |
| Tribune 1 (Vak A) | 355 overdekte zitplaatsen                                      |           |
| Tribune 1 (Vak B) | 275 overdekte zitplaatsen                                      |           |
| Tribune 1 (Vak C) | 271 overdekte zitplaatsen                                      |           |
| Tribune 1 (Vak D) | 327 overdekte zitplaatsen                                      |           |
| Tribune 2 (Vak E) | 753 overdekte zitplaatsen                                      |           |
| Tribune 2 (Vak F) | 753 overdekte zitplaatsen                                      |           |
| Tribune 2 (Vak G) | 585 overdekte zitplaatsen                                      |           |
| Tribune 2 (Vak H) | 753 overdekte zitplaatsen                                      |           |
| Tribune 2 (Vak I) | 756 overdekte zitplaatsen                                      |           |
| Tribune 3 (Vak J) | 1000 overdekte staanplaatsen + 120 onoverdekte staanplaatsen   | Spionkop  |
| Tribune 3 (Vak K) | 183 overdekte zitplaatsen                                      | Bezoekers |
| Tribune 4 (Vak L) | 1370 onoverdekte staanplaatsen                                 | Bezoekers |
| Tribune 4 (Vak M) | 1718 onoverdekte staanplaatsen + 120 onoverdekte staanplaatsen |           |

Er zijn ook 30 overdekte zitplaatsen voor de pers in tribune 1.

## Sporthal
De sporthal Schiervelde bestaat uit twee sportzalen: de topsporthal en de recreatieve sportzaal, een viplounge, het sportkaffee, een foyer, een persruimte, een EHBO- en kinéruimte en verschillende vergaderzalen.
De topsporthal heeft belijning om aan volleybal en basketbal te doen. De tribunecapaciteit van deze zaal bedraagt 2.000 zitplaatsen. Er zijn ook 250 staanplaatsen, gelegen tussen blok 3 en 4 en tussen blok 6 en 7. Bij grotere evenementen is er ook de mogelijkheid om door middel van bijzettribunes de zitcapaciteit te verhogen tot 2.500 plaatsen.
De recreatieve sportzaal kan gecompartimenteerd worden tot vier zaaldelen. Er is belijning voorzien voor tennis, volleybal, basketbal, handbal, minivoetbal en badminton. Er zijn acht mobiele tribunes met elk 25 zitplaatsen.
De sporthal op de site doet dienst als thuisbasis van verschillende Roeselaarse sportploegen en -verenigingen, waaronder meervoudig  Belgisch landskampioen, volleybalteam Knack Roeselare.
Vanaf het seizoen 2020-2021 kreeg het internationale gedeelte van de sportzaal vanwege sponsoring een nieuwe naam: de Tomabelhal. Deze nieuwe naam slaat op de topsporthal waar Knack Roeselare hun matchen afwerkt en alles wat erbij hoort zoals de kleedkamers, de bureaus, de vipruimte en vergaderzalen. De naam Sport- en Evenementenhal Schiervelde bleef bestaan, maar sloeg vanaf dat moment vooral op het recreatieve gedeelte.
Op 2 maart 2025 werd aangekondigd dat de gesponsorde naam wijzigde naar de REO Arena.
Naast de sporthal is ook een beachvolleybalterrein aanwezig.